# Arbeitsstrukturierung
Arbeitsstrukturierung umfasst alle Maßnahmen zur Veränderung der Arbeitsorganisation.
Arbeitsstrukturierung ist damit Teil der Arbeitsgestaltung und dem funktionellen Organisationsbegriff zuzuordnen. Häufig zitierte Arbeitsstrukturierungen sind Jobenlargement und Jobenrichment.
In dieser Definition ist Arbeitsstrukturierung neutral. Der Begriff wurde jedoch im Rahmen der Taylorismuskritik geprägt und damit politisch aufgeladen. Er wird oft als Programm zur Überwindung stark arbeitsteiliger und hoch hierarchischer Arbeitsstrukturen aufgefasst.

## Geschichte der Arbeitsstrukturierung
Ein erheblicher Teil des heutigen Wohlstandes, aber auch dessen Begleiterscheinungen in der Umwelt, sind eine Folge einer (inzwischen globalen) Arbeitsteilung. Arbeitsteilung kann dabei unterschiedlich ausgeprägt sein. In der industriellen Produktion erreichte sie ihre größte Tiefe mit der Entwicklung des Scientific Management in den 1890er bis 1930er Jahren.
Diese, tayloristisch genannte, Arbeitsteilung ermöglichte einerseits erhebliche Produktivitätszuwächse, hatte aber auch deutlich negative Folgen für die Motivation der Beschäftigten und die Qualität der Arbeit. Zwar wurden durch die tayloristische Arbeitsorganisation auch einige damals vorhandene Gesundheitsrisiken für den Arbeiter abgebaut, das System selbst beinhaltete aber auch neue Risiken.
Eine Debatte, das Ausmaß der Arbeitsteilung zurückzuführen und insgesamt wieder weniger zergliederte Arbeitsstrukturen vorzusehen wurde ausgehend von der Human-Relations-Bewegung in Deutschland lange weitgehend allein durch die Arbeitswissenschaft vorangetrieben. Damit geschah dies im Wesentlichen unter humanen Gesichtspunkten. Gestützt wurden die Arbeiten in Deutschland im Rahmen des Bundesforschungsprogrammes „Humanisierung des Arbeitslebens“ (HdA), des Nachfolgeprogramms „Arbeit und Technik“ (AuT) und den Gewerkschaften. Erst später zeigten Arbeiten, dass auch der technische Fortschritt, insbesondere zunehmende Automatisierung und die so genannten „Neuen Informationstechniken“ eine Verringerung der Arbeitsteilung wirtschaftlich vorteilhaft erscheinen ließen.
Ein Durchbruch in den USA und Europa wurde erst durch das Vorbild des bei Toyota entwickelten, ungleich produktiveren Lean Production erzielt, deren Strukturen durch Womack, Jones und Roos dem westlichen Management vorgestellt wurden.

## Arbeitsstrukturierung und Arbeitsorganisation

Strategien der Arbeitsstrukturierung

Ausgehend vom Taylorismus war die Arbeitsstrukturierung von Anfang an auf eine Verringerung von Arbeitsteilung in Organisationen gerichtet. Man unterscheidet als generelle Strategien zwischen Jobenlargement und Jobenrichment. Dabei meint erstere Arbeitserweiterung, also das Übertragen von mehr Aufgaben auf der gleichen Anforderungsebene, während bei der zweiten auch Aufgaben höherer Anforderungsebenen den Arbeitsplatz anreichern (siehe auch: Anforderungsermittlung). Die Unterscheidung steht vor dem Hintergrund der Entgeltdifferenzierung: Jobenlargement führt in der Regel zu keiner Veränderung im Entgelt, Jobenrichment dagegen schon. Tarifrechtlich werden solcherart angereicherte Arbeitsplätze oft als Bereichsarbeitsplätze bezeichnet, da sie zumeist den Rahmen der tariflichen Richtbeispiele (im neuen Sprachgebrauch des Tarifvertrag über das Entgelt-Rahmenabkommen: Niveaubeispiele) sprengen.
Prinzipiell kann Arbeitsstrukturierung in zwei Richtungen betrieben werden: Dem Einzelarbeitsprinzip oder dem Gruppenprinzip. In beiden Richtungen ist das Ziel, Aufgabenstrukturen zu erreichen, die nicht nur als ausführbar, schädigungslos und beeinträchtigungsfrei angesehen werden, sondern auch als sequentiell-hierarchisch vollständig beschreibbar sind (zum Begriff siehe unten: Handlungsregulationstheorien). Eine so zu erreichende Arbeitsorganisation wird als persönlichkeitsförderlich bezeichnet.
Gelingt die Anreicherung an einem einzelnen Arbeitsplatz, also ohne dass ein Mitarbeiter rotieren muss oder ein Team etabliert wird, spricht man vom Einzelarbeitsprinzip und von Einzelarbeitsplätzen. Andernfalls spricht man vom Gruppenprinzip, wobei hier spezifische Entwicklungsstufen unterschieden werden.
Eine erste Realisierung und damit eine Arbeitsorganisation nach dem Gruppenprinzip ist „Jobrotation“. Mit fortschreitender Anreicherung des Arbeitssystems mit Arbeitsaufgaben entsteht Gruppenarbeit, die noch weiter entwickelt zu Teilautonomer Gruppenarbeit wird.

## Wissenschaftliche Grundlagen der Arbeitsstrukturierung

### Arbeitsingenieurwesen: Beanspruchung, Pausen und Erholung

Belastungs- und Beanspruchung als mechanisches Modell

Bei der Arbeitsstrukturierung im Arbeitsingenieurwesen (inzwischen gebräuchlicher: Industrial Engineering) ist das Belastungs-Beanspruchungsmodell bedeutsam. Belastung ist dabei eine Einwirkungsgröße und Beanspruchung eine Auswirkungsgröße. Das Bild: Belastungs- und Beanspruchung als mechanisches Modell zeigt diesen Zusammenhang. Die Höhe der Beanspruchung hängt nach diesem Modell nicht allein von der Höhe der Belastung und ihrer Einwirkungsdauer, sondern auch von den individuellen Eigenschaften, Fähigkeiten und Fertigkeiten der Arbeitsperson ab. Das heißt,
- die gleiche Belastung kann bei unterschiedlichen Personen zu unterschiedlich hohen Beanspruchungen führen und
- eine zeitabhängige Verschlechterung der für die Ausführung der Arbeit wichtigen Eigenschaften (Ermüdung) hat eine Zunahme der Beanspruchung bei gleich bleibender Belastung und derselben Person zur Folge.

Erträgliche Beanspruchungshöhen werden durch die Dauerleistungsgrenze ermittelt. Eine Beanspruchung, die über dieser Grenze liegt, ruft in den betroffenen Organen oder Organsystemen eine Ermüdung hervor. Als Dauerleistungsgrenze gilt in diesem Zusammenhang die maximale Leistung, die während der gesellschaftsüblichen täglichen zusammenhängenden Arbeitszeit – 8 Arbeitsstunden – auf die Dauer möglich ist und bis zu der eine zusätzliche Erholung nicht notwendig wird (siehe auch Normalleistung).
Durch die Arbeitsstrukturierung wird nun angestrebt, unnötige und vermeidbare Ermüdung zu verhindern und für unvermeidbare ausreichende Erholungsmöglichkeiten während der Arbeitszeit so zu schaffen, dass insgesamt gesehen dem Menschen durch die Arbeit kein Schaden an seiner Gesundheit und seinem sozialen Wohlbefinden zugefügt wird.
Dabei wird zwischen Ermüdung und ermüdungsähnlichen Zuständen unterschieden. Während Ermüdung die Folge einer zuvor stattfindenden Belastung ist, ergeben sich ermüdungsähnliche Zustände zum Beispiel aus Monotonie, Sättigungs- und Überforderungserscheinungen. Sie zeigen in den Symptomen (Leistungsabfall, Denkstörungen, …) der Ermüdung ähnliche oder gleiche Erscheinungen, unterscheiden sich jedoch in der Art ihrer Kompensation deutlich. Während die ermüdungsähnlichen Zustände bei Änderungen des Arbeitsinhaltes schlagartig abklingen, muss bei Ermüdung für eine ausreichende Erholung gesorgt werden.

Erholungswert von Pausen

Die Ermüdung nimmt bei Beanspruchungen über der Dauerleistungsgrenze in einem exponentiellen Verlauf zu. Für die Erholungswirkung von Pausen gilt dagegen ein exponentiell fallender Zusammenhang (siehe Exponentielles Wachstum). Bei Beanspruchungen, die über der Dauerleistungsgrenze liegen, empfiehlt sich daher ein Kurzpausensystem. Mit zwischengeschalteten Kurzpausen wird eine übermäßige Ermüdungskumulation, also eine zu starke Anhäufung von Ermüdungsfaktoren vermieden. Durch häufige Kurzpausen kann auch die „durchschnittliche Ermüdung“ verringert werden. Aus dem Bild: Erholungswert von Pausen ist ersichtlich, dass bei gleicher Gesamt-Pausenzeit die Erholungswirkung von häufigen Kurzpausen größer ist (A) als bei seltenerem Wechsel von Arbeit und Pause (B). Die Erkenntnis, dass die effektivste Erholung durch Kurzpausen von 5 bis 10 Minuten Dauer erreicht wird, ist in Form der „Kurzpausenregel“ als gesicherte arbeitswissenschaftliche Erkenntnis festgehalten.
Hierbei muss zwischen Erholungszeit (siehe auch: Zeit je Einheit) und Arbeitspause unterschieden werden. Pausen ergeben sich aus dem Arbeitszeitgesetz, Tarifverträgen und Betriebsvereinbarungen und dienen vor allem der Aufnahme von Nahrung in geeigneter Umgebung und sozialen Kontakten. Erholungszeiten sind zusätzlich und dienen der Erholung von vorausgegangenen Belastungen (siehe: Arbeitszeit).
Zwei Arten der Ermüdung müssen unterschieden werden. Die eine entsteht, auch bei Nichtstun, als Folge des menschlichen Circadianrhythmus (Schlafbedürfnis), die andere, hier wichtige, als Folge einer Beanspruchung. Im Englischen wird zwischen tiredness und fatigue unterschieden.
Die Erholungswirkung von Erholungszeiten entsteht allerdings nicht allein durch ein passives Abwarten des Erholungsvorganges, sondern kann auch bei einem Wechsel von einer Beanspruchungsart zur nächsten, verbunden mit der Inanspruchnahme anderer Elemente des Organismus, erfolgen. Bei vielen Belastungsformen, insbesondere bei tayloristischer, einseitiger Arbeit in hoch arbeitsteiligen Arbeitssystemen, genügt in der Regel eine Pause für die belasteten Organe, um die gewünschte Erholungswirkung zu erzielen. Eine Pause für den gesamten Organismus ist meist nicht erforderlich. Angemessene, genügend häufige und einen Beanspruchungswechsel beinhaltende Tätigkeitswechsel können daher auch anstelle erforderlicher Erholungspausen treten.
In der Konsequenz ist also bei der Arbeitsanreicherung darauf zu achten, dass nicht beliebige Tätigkeiten kombiniert werden, sondern solche, die durch einen Belastungswechsel einen Belastungsausgleich herstellen können. Dann kann die Aufnahme der anders belastenden Tätigkeit die Erholung für die vorangegangene bringen.
Bei der „Jobrotation“, den man immer dann wählen wird, wenn eine entspreche Umgestaltung an einem Arbeitsplatz im Sinne des Einzelarbeitsprinzip technisch nicht möglich wird, ist ebenso darauf zu achten, dass der Wechsel in Art und Rhythmus den Belastungsausgleich erzielt. Die Folge kann eine deutlich erhöhte Arbeitsleistung sein, im Idealfall sogar bei abnehmender Beanspruchung.

### Motivationstheorien in der Arbeitsstrukturierung
Es gibt eine Fülle von Motivationstheorien. Da eine Vereinheitlichung nicht in Sicht ist, bedeutet das für die Arbeitsstrukturierung, die dem jeweiligen Anliegen dienenden heranzuziehen. Bedeutsam wurden aus den Eigenschaftstheorien (Ursache-Wirkungs-Theorien) die Bedürfnispyramide von Maslow und die Zwei-Faktoren-Theorie von Herzberg.
Bei den Situationstheorien handelt es sich um Theorien, welche die Wahrnehmung und Bewertung von Situationen in den Vordergrund stellen. Sie werden in Konsistenztheorien und Attributionstheorien unterschieden.
Als Konsistenztheorien bezeichnet man Ansätze, die sich damit befassen, wie Unstimmigkeiten, Unausgewogenheiten und Widersprüche in Wissen, Überzeugungen und Einstellungen von Personen deren Handeln bestimmen. Attributionstheorien beschäftigen sich damit, wie Personen für das eigene oder das Handeln anderer Ursachen finden, wie sie Handlungen und Handlungsergebnisse „erklären“. Als wichtigste Konsistenztheorie für die Arbeitsstrukturierung gilt die „Theorie der kognitiven Dissonanz“ von Festinger. und ihre Anwendung in der „equity-theory“ von Adams.
Für den Bereich der Attributionstheorien sind es die Arbeiten von Heider (Attribution der Handlungsursache), Rotter (Attribution der Kontrolle einer Situation), Seligman (Erlernte Hilflosigkeit) und Weiner (Erfolgsorientierung).

Modell zur Arbeitsmotivation nach Hackman und Oldham

Von den aus den Grundmodellen kombinierten Theorien wurden für die Arbeitsstrukturierung die so genannten Prozesstheorien (oder Erwartungstheorien) und hier insbesondere die „Erwartung mal Wert“-Theorien interessant. In diesen Theorien wird leistungsmotiviertes Handeln als ein Verhalten verstanden, das beispielsweise durch eine Auseinandersetzung mit einem Gütemaßstab gekennzeichnet ist, der zur Beurteilung der erbrachten eigenen Leistung herangezogen wird.
Ausgehend von Grundüberlegungen zu von innen (intrinsisch) oder außen (extrinsisch) her kommender Motivation sind hier die Theorien von Vroom sowie Hackman und Oldham für die Arbeitsstrukturierung bedeutsam. Da Hackman und Oldham mit dem „Job-Diagnostic-Survey“ (JDS) auch ein Analyseinventar vorlegten, wurde diese Theorie besonders oft herangezogen.
Aus den Theorien lassen sich für die Arbeitsstrukturierung als wesentliche Aussagen ableiten (Bild: Modell zur Arbeitsmotivation nach Hackman und Oldham):
- Eine Arbeitsaufgabe sollte geschlossen sein, als Ergebnis ein vom Mitarbeiter als solches wahrnehmbares Produkt entstehen (Mannigfaltigkeit der Fertigkeiten, Aufgabenidentität, Aufgabenbedeutung).
- Aufgaben der Qualitätskontrolle (Selbstkontrolle) gehören zu einem motivierenden Arbeitsablauf (Rückmeldung).
- Dispositive Aufgaben sollten ebenfalls integriert sein (Autonomie).

Aus Sicht der Arbeitsstrukturierung wird durch die Theorien die „Marschrichtung“ recht gut begründet, Fortschritte durch den JDS sogar messbar. Offen bleiben jedoch die Fragen: Was ist genug? Und wann wird es zu viel?

### Arbeitszufriedenheit
In zahllosen Veröffentlichungen und einigen Managementsystemen, insbesondere im Qualitätsmanagement, wird oft und immer wieder die Forderung erhoben, Ziel der Arbeitsstrukturierung müsse auch sein, die Arbeitszufriedenheit zu steigern. Die intensiven wissenschaftlichen Arbeiten zu dem Thema stützen diese Forderungen bisher allerdings nicht. So kommt beispielsweise nach jahrzehntelangen eigenen Forschungen Neuberger bereits 1985 in einem Sammelreferat zu folgenden Kernaussagen:
- Je mehr man sich dem Begriff der Arbeitszufriedenheit nähert, desto unschärfer und bedeutungsloser wird er.
- Bei einer Zufriedenheitsäußerung ist nur schwer feststellbar, ob sie tatsächlich durch die Situation bedingt wird („Kraft durch Freude …“ – so im Titel des Sammelreferates von Neuberger) oder einfach daher kommt, dass man gelernt hat, nicht mehr zu wünschen („… oder Euphorie im Unglück?“)
- Ein Zusammenhang von Arbeitszufriedenheit und Arbeitsleistung, Motivation oder einer anderen relevanten betriebswirtschaftlichen Leistungskennzahl konnte nicht nachgewiesen werden.
- „Humanisierung der Arbeit kann nicht heißen, Menschen zufrieden zu machen“ (S. 137).

### Handlungsregulationstheorien
Zur Beantwortung der Fragen nach dem Genug und Zuviel werden die Handlungsregulationstheorien (HRT) herangezogen, deren Entwicklung durch Hacker, Oesterreich und Volpert besonders geprägt sind.
In den HRT geht man von folgenden Erkenntnissen aus:
- Zwischen der Arbeitstätigkeit und der Persönlichkeit des Arbeitenden gibt es eine Wechselwirkung.
- Diese ist entweder persönlichkeitsförderlich oder persönlichkeitsbeeinträchtigend.
- Unter den Umständen eines Achtstundentages und einer 40-Stunden-Arbeitswoche (oder mehr) wird eine Persönlichkeitsbeeinträchtigung durch Arbeitsstrukturen nicht durch entsprechend  anspruchsvolle Freizeitaktivitäten kompensiert, nur verlangsamt.

Darauf basiert die Forderung, dass Arbeit ausführbar, schädigungslos, beeinträchtigungsfrei und persönlichkeitsförderlich sein muss (siehe oben: Arbeitsstrukturierung und Arbeitsorganisation). Die HRT führt als Erkennungsmerkmal für eine persönlichkeitsförderliche Arbeit die sequentiell-hierarchisch vollständige Tätigkeit als Bestandteil der Arbeit ein. Mit dem Verfahren zur Ermittlung von Regulationserfordernissen (VERA) stellen Oesterreich und Volpert eine Möglichkeit zur objektivierten Feststellung dieser Eigenschaft vor.

Beispiel zur sequentiellen-hierarchischen Vollständigkeit

Am Beispiel des Wechsel eines Autoreifens kann die Idee verdeutlicht werden (Bild: Beispiel zur sequentiellen-hierarchischen Vollständigkeit). Eine vollständige Sequenz bildet eine Handlung, wenn der Handelnde
- ein Ziel setzt,
- die zur Zielerreichung erforderlichen Handlungen plant,
- den Plan in die Tat umsetzt sowie
- die Zielerreichung kontrolliert (und gegebenenfalls bei mangelnder Zielerreichung, Ziele, Plan oder Handlungen korrigiert).[22]

Die vollständige Hierarchie umfasst nach Hacker mindestens die Ebenen „Komplexe Pläne“, „Handlungsentwürfe“ (Schemata) und „Bewegungsentwürfe“ (Stereotype).
Um zu erkennen, wie persönlichkeitsbeeinträchtigende, tayloristische Arbeitsorganisationen im Vergleich dazu sind, stelle man sich jetzt ein Fließband vor, an dem die Verrichtungen vom Beispiel des Reifenwechsels aufgeteilt sind auf je eine Person, welche den Kofferraum öffnet, eine weitere, die das Werkzeug entnimmt usw.
Unvollständige Tätigkeiten sind auch bei Führungskräften auffindbar: Es kann sein, dass diese nur planen, nie ausführen.
Die sequentiell-hierarchische Vollständigkeit ist dynamisch und von der Arbeitsperson abhängig. Gehört für den Fahrschüler das Gangschalten zu einer Tätigkeit, welche einen Ausführungsplan erfordert, so sinkt sie durch Übung zu einer bewusstseinsfähigen aber nicht mehr bewusstseinspflichtigen Tätigkeit herab. Neue Herausforderungen werden erforderlich.

### Teilautonome Gruppenarbeit

Praktische Arten von Arbeitsinhaltsveränderungen

Während durch entsprechende Technologien es bei Dienstleistern wie Banken (ein Mitarbeiter übernimmt die vollständige Abwicklung eines Kredites), Versicherungen (vollständige Abwicklung eines Schadensfalls) etc. möglich ist, persönlichkeitsförderliche Arbeitsstrukturen an einem Einzelarbeitsplatz zu realisieren, ist dies in industriellen Umgebungen vielfach ausgeschlossen.
Dazu ein erklärendes Beispiel anhand von Gruppenarbeit an einer Kaltwalzanlage der Stahlindustrie. Je nach Automatisierungsstand weist eine solche Anlage beispielsweise einen Steuermann am Einlauf, einen am Auslauf, einen am Walzgerüst, einen Inspekteur, einen Springer und einen Helfer auf. Konventionell organisiert, wird man auf dem Helfer-Arbeitsplatz angelernt und über Jahre zum Steuermann ausgebildet.
Durch technologische Aufrüstung wäre es denkbar, dass eine Anlage entsteht, die von einem Mitarbeiter allein gefahren wird. Ohne eine solche umfassende, teils nicht wirtschaftliche, technologische Veränderung läuft Arbeitsstrukturierung in folgenden Schritten ab:
1. „Jobrotation“ über die Arbeitsplätze und damit Realisierung eines Belastungsausgleichs. Der Springer, vielleicht (nach einigen technischen Anpassungen) auch der Helfer können entfallen. Dieser Schritt beinhaltet bereits erhebliches menschliches und tarifliches Konfliktpotential.
2. Die nächste Anreicherung besteht in der Einrichtung eines Qualitätszirkels, in dem ein kontinuierlicher Verbesserungsprozess (KVP) eingebettet ist. Eine erste Form von Gruppenarbeit ist entstanden. Die Mitarbeiter regeln den Umgang mit Urlaub und Krankheit selbst. Physisch ändert sich die Arbeit nicht, aber: Die Wahrnehmung der Arbeit, psychisch, beginnt sich beispielsweise vom „Steuermann“ hin zum „Kaltwalzwerker“ zu wandeln.
3. Die Mitarbeiter übernehmen zusätzlich die Qualitätskontrolle und Freigabe, disponieren die Auftragsfolge, übernehmen Inspektions- und Wartungsarbeiten sowie einfache Störungsbeseitigungen. Damit ist Teilautonome Gruppenarbeit erreicht. Die Kriterien der Motivationstheorien sind erfüllt, die hierarchisch-sequentielle Vollständigkeit liegt fürs Erste vor, da die Mitarbeiter Pläne (Auftragsdisposition) machen, den Betrieb ihrer Anlagen übernommen haben (Instandhaltung) und über ihr Leistungsergebnis (Anlagenverfügbarkeit, Qualität etc.) eine Rückmeldung erhalten. Dabei stehen sie nach wie vor am Steuerstand des Einlaufes; nur im Kopf spielt sich jetzt wesentlich mehr ab.

## Ausblick
Teilautonome Gruppenarbeit erzeugt eine andere, nicht hierarchische Form der Zusammenarbeit, sowohl in der Gruppe als auch in einer Wertschöpfungskette (neudeutsch: „Supply Chain“). Es gibt daher Überlegungen zu einem neuen, nicht hierarchischen Organisationsparadigma, mit Selbstorganisation als „lernende Organisation“. Derweil verzichtet die Praxis zumeist auf die wirkliche Vervollständigung der Tätigkeiten, spart an Prozessbegleitern und „versöhnt“ die Gruppen über so genannte Gruppensprecher mit den hierarchischen Strukturen in der Umgebung, jedoch ohne sich dabei einzugestehen, dass damit die gruppeninterne Aufgabenvollständigkeit wieder beseitigt wird. Viele abgestorbene Gruppenarbeitsstrukturen in Unternehmen sind die Konsequenz. In der jüngeren Zeit scheint es zudem für viele Verantwortliche einfacher und reizvoller zu sein, Produktionen ins Ausland auszulagern, als sich in Deutschland mit der Entwicklung intelligenter Produktionssysteme weiter zu befassen. Aktuelle Entwicklungen in 2009 stellen wandlungsfähige Produktionssysteme in wandlungsfähigen Fabriken dar. Gleichzeitig wird die Teilautonome Gruppenarbeit zur Geführten Gruppenarbeit zurückentwickelt.